# アンバーノート
株式会社アンバーノートは、日本の芸能事務所。主に声優・ナレーターのマネージメントを行っている。

## 所属者

### 男性
- 近藤隆
- 岡本和浩
- 高良崚太
- 久我弘樹

### 女性
- 秋葉まひる
- 蜂谷悠衣